# Censo de los Estados Unidos de 1820
El censo de los Estados Unidos de 1820 fue el cuarto censo realizado en Estados Unidos. Se llevó a cabo el 7 de agosto de 1820 y dio como resultado una población de 9 638 453 personas, de las cuales 1 538 022 eran esclavos. Este es el primer censo en reportar estados con una población superior al millón de habitantes: Nueva York, Virginia y Pensilvania. Y la primera ocasión que Estados Unidos alcanza una población superior a los cien mil habitantes en una ciudad: Nueva York.

## Realización
El trabajo de realizar el censo fue asignado por el Congreso de los Estados Unidos al Cuerpo de Alguaciles de Estados Unidos. El censo fue realizado por casa en lugar de ser por ciudadano. En cada casa se realizaron las siguientes preguntas:
1. Nombre del jefe de familia
2. Número de hombres blancos menores de 10 años
3. Número de hombres blancos de 10 a 16 años
4. Número de hombres blancos de 16 a 26 años
5. Número de hombres blancos de 26 a 45 años
6. Número de hombres blancos de más de 45 años
7. Número de mujeres blancas menores de 10 años
8. Número de mujeres blancas de 10 a 16 años
9. Número de mujeres blancas de 16 a 26 años
10. Número de mujeres blancas de 26 a 45 años
11. Número de mujeres blancas de más de 45 años
12. Número de hombres esclavos menores de 14 años
13. Número de hombres esclavos de 14 a 26 años
14. Número de hombres esclavos de 26 a 45 años
15. Número de hombres esclavos mayores de 45 años
16. Número de mujeres esclavas menores de 14 años
17. Número de mujeres esclavas de 14 a 26 años
18. Número de mujeres esclavas de 26 a 45 años
19. Número de mujeres esclavas mayores de 45 años
20. Número de hombres negros libertos menores de 14 años
21. Número de hombres negros libertos de 14 a 26 años
22. Número de hombres negros libertos de 26 a 45 años
23. Número de hombres negros libertos mayores de 45 años
24. Número de mujeres negras libertas menores de 14 años
25. Número de mujeres negras libertas de 14 a 26 años
26. Número de mujeres negras libertas de 26 a 45 años
27. Número de mujeres negras libertas mayores de 45 años
28. Número de cualquier otra persona, excepto indios que no pagan impuestos

Adicionalmente se realizaron una serie de preguntas especiales, destinadas a ofrecer información al gobierno federal pero no disponibles para ser publicadas:
- Número de hombres blancos de 16 a 18 años
- Número de extranjeros no naturalizados
- Número de trabajadores en la agricultura
- Número de trabajadores en el comercio
- Número de trabajadores en la manufactura

En el caso de las preguntas sobre ocupación cada individuo debía ser contado una única vez. Si una persona se desempeñaba en dos o en los tres grupos disponibles, el encuestador debía determinar cual era su oficio principal y anotarlo en ese único grupo.
En la primera publicación del censo se anotó erróneamente que la población de Tennessee era de 422 813 personas y la de Vermont era de 234 764 habitantes. En publicaciones posteriores los datos fueron corregidos a 422 823 y 235 981 personas respectivamente. Adicionalmente, en Alabama los datos de los condados de Lawrence, Perry y Washington fueron entregados con demora, y en la primera publicación del censo no se contabilizaron. Debido a esto la población de Alabama fue anotada como 127 901 habitantes y posteriormente corregida a 144 317 personas.

## Preservación de los datos
Se ha perdido la totalidad de los datos originales del estado de Nueva Jersey y los territorios de Arkansas y Misuri. Igualmente hay pérdida parcial en la documentación original de Carolina del Norte, Georgia, Indiana, Maine, Nueva Hampshire, Ohio y Tennessee.

## Resultados
| Posición | Estado               | Población |
| -------- | -------------------- | --------- |
| 1        | Nueva York           | 1 532 981 |
| 2        | Virginia             | 1 075 069 |
| 3        | Pensilvania          | 1 049 458 |
| 4        | Carolina del Norte   | 638 829   |
| 5        | Ohio                 | 581 434   |
| 6        | Kentucky             | 564 317   |
| 7        | Massachusetts        | 523 287   |
| 8        | Carolina del Sur     | 502 741   |
| 9        | Tennessee            | 422 823   |
| 10       | Maryland             | 407 350   |
| 11       | Georgia              | 340 989   |
| 12       | Maine                | 298 335   |
| 13       | Nueva Jersey         | 277 575   |
| 14       | Connecticut          | 275 202   |
| 15       | Nuevo Hampshire      | 244 161   |
| 16       | Vermont              | 235 981   |
| 17       | Luisiana             | 153 407   |
| 18       | Indiana              | 147 178   |
| 19       | Alabama              | 144 317   |
| 20       | Rhode Island         | 83 059    |
| 21       | Misisipi             | 75 448    |
| 22       | Delaware             | 72 749    |
| 23       | Misuri               | 66 586    |
| 24       | Illinois             | 55 211    |
| 25       | Distrito de Columbia | 23 336    |
| 26       | Arkansas             | 14 273    |
| 27       | Míchigan             | 7 452     |
| 28       | Wisconsin            | 1 444     |
| Total    | Total                | 9 638 453 |

1. ↑  En la primera publicación del censo se informó erróneamente que su población era 422 813 habitantes.[5]
2. ↑  En la primera publicación del censo se informó erróneamente que su población era 235 764 habitantes.[5]
3. ↑  En la primera publicación del censo se informó erróneamente que su población era 127 901 habitantes.[6]

## Ciudades más pobladas
| Posición | Ciudad             | Estado               | Población |
| -------- | ------------------ | -------------------- | --------- |
| 1        | Nueva York         | Nueva York           | 123 706   |
| 2        | Baltimore          | Maryland             | 78 444    |
| 3        | Filadelfia         | Pensilvania          | 63 802    |
| 4        | Boston             | Massachusetts        | 43 298    |
| 5        | Nueva Orleans      | Luisiana             | 27 176    |
| 6        | Charleston         | Carolina del Sur     | 24 780    |
| 7        | Northern Liberties | Pensilvania          | 19 678    |
| 8        | Southwark          | Pensilvania          | 14 713    |
| 9        | Washington         | Distrito de Columbia | 13 247    |
| 10       | Salem              | Massachusetts        | 12 731    |
| 11       | Albany             | Nueva York           | 12 630    |
| 12       | Richmond           | Virginia             | 12 067    |
| 13       | Providence         | Rhode Island         | 11 767    |
| 14       | Cincinnati         | Ohio                 | 9 642     |
| 15       | Portland           | Maine                | 8 581     |
| 16       | Norfolk            | Virginia             | 8 478     |
| 17       | Alexandria         | Distrito de Columbia | 8 218     |
| 18       | Savannah           | Georgia              | 7 523     |
| 19       | Georgetown         | Distrito de Columbia | 7 360     |
| 20       | Portsmouth         | Nuevo Hampshire      | 7 327     |